# Grue caronculée
Grus carunculata
Espèce
Synonymes
Bugeranus carunculatus
Statut de conservation UICN

 VU A2acde+3cde+4acde;C1+2a(ii) : Vulnérable
Statut CITES
La Grue caronculée (Grus carunculata) est une espèce d'oiseau de la famille des Gruidae. D'après Alan P. Peterson, c'est une espèce monotypique. Elle a un temps été placée dans un genre à part (Bugeranus), mais des études phylogéniques ont montré qu'elle appartenait bien au genre Grus.

## Habitat et répartition

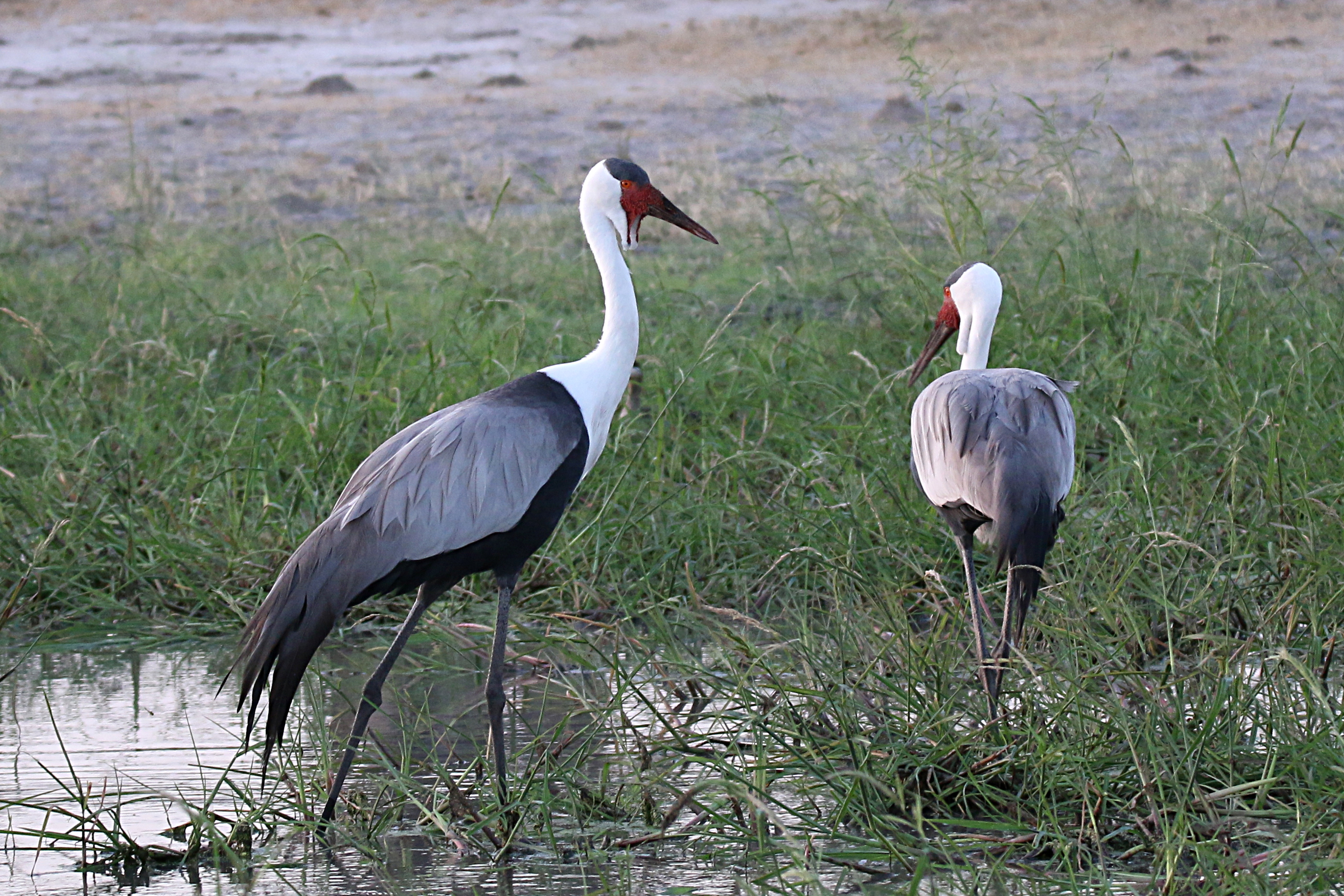
grues caronculées (bande de Caprivi)

Elle fréquente les endroits humides d'Afrique subsaharienne, notamment le miombo, en Éthiopie et l'est de l'Afrique du Sud.

## Mensurations
Elle mesure 175 cm pour environ 8 kg et une envergure de 230 - 260 cm.

## Alimentation
Elle se nourrit entre autres de nénuphars et de rhizomes de plantes aquatiques (e.g. Cyperus, Eleocharis dulcis ...).